# 5. SS oklopna divizija "Wiking"
5. SS Panzer Division "Wiking" (5. SS tenkovska divizija "Viking") bila je jedna od 38 Waffen SS divizija u 2. svjetskom ratu, sastavljena od stranih dobrovoljaca iz Skandinavije, Nizozemske i Belgije, a pod zapovjedništvom njemačkih časnika. Divizija je u početku bila u funkciji kao motorizirano pješaštvo, da bi se kasnije formirala kao tenkovska. Ratovala je na istočnom frontu, a predala se u svibnju 1945. američkim snagama u Austriji.

## Formiranje
Nakon uspjeha prvih Waffen SS divizija u Poljskoj i na zapadnoj fronti, donesena je odluka za povećanje broja SS divizija u njemačkim oružanim snagama. Zahvaljujući velikom priljevu stranih dobrovoljaca, posebno iz Danske, Belgije, Nizozemske, Švedske i Norveške odlučeno je formiranje dobrovoljačke divizije pod zapovjedništvom njemačkih časnika.
Ta jedinica, prvotno nazvana "Nordijska" (Nordische), bila je miješanog sastava, od Nordijaca i njemačkih veterana Waffen SS-a. U prosincu 1940., divizija je formirana kao motorizirano-pješačka, pod nazivom SS-Division (mot.) Germania, da bi u siječnju 1941. promijenila naziv u SS-Division (mot.) Wiking. Divizija je formirana od tri motorizirane pukovnije :
- Germania, sastavljena većinom od Nijemaca
- Westland, sastavljena od Nizozemaca i Flamanaca
- Nordland, sastavljena od Danaca, Norvežana i Šveđana

Do travnja 1941., divizija je spremna za borbu, te u lipnju 1941. sudjeluje u Operaciji Barbarossa. Nedugo nakon toga, diviziji je priključena jedna bojna finskih dobrovoljaca, koji su kasnije zamijenjeni Estoncima.

## Operacija Barbarossa
Divizija uspješno izvršava zadatke čuvanja linije od napada Crvene armije. Neočekivani uspjeh postiže pri osvajanju naftnih polja na Kavkazu u Operaciji Maus.

## Panzergrenadier division
U studenom 1942., divizija mijenja naziv u 5. SS Panzergrenadier Division "Wiking". Do tada, divizija je već stekla glas elitne formacije. U sukobima s oklopnim snagama SSSR-a, divizija, unatoč svojoj smanjenoj borbenoj sposobnosti i izmorenosti, čak i nedostatku oklopnog naoružanja, uspijeva zadržati vitalne željezničke pruge i uspijeva uništiti protivnički "Mobilnu grupu Popov". Nakon ponovnog osvajanja Harkiva, divizija je povučena iz borbe kako bi se preformirala u Panzergrenadier (mehanizirano pješaštvo). Zahvaljujući zalaganju Himmlera i Haussera, divizija dobiva kompletnu tenkovsku pukovniju umjesto samo jedne bojne.

## Ljudstvo
| Lipanj 1941.   | 19.377 |
| Prosinac 1942. | 15.928 |
| Prosinac 1943. | 14.647 |
| Lipanj 1944.   | 17.368 |
| Prosinac 1944. | 14.800 |